# Pespire
Pespire est une municipalité du Honduras, située dans le département de Choluteca.

## Villages
La municipalité de Pespire, comprend 154 hameaux et les 10 villages suivants :
- Pespire (chef-lieu de la municipalité)
- Cacautare
- Concepción El Brasilar
- El Espinal
- El Guayabo
- Esquimay
- Marilica
- San Antonio de Padua
- San Juan Bautista
- San Juan Bosco

## Source de la traduction
- (en)/(es) Cet article est partiellement ou en totalité issu des articles intitulés en anglais « Pespire » (voir la liste des auteurs) et en espagnol « Pespire » (voir la liste des auteurs).